# Hylonomus
Hylonomus – rodzaj najstarszego znanego zwierzęcia na pewno należącego do gadów. Pierwotnie zaliczany do rzędu kotylozaurów, uważanych za najstarsze i najbardziej pierwotne gady kopalne; sam Hylonomus miał być przodkiem lub bliskim krewnym wspólnego przodka wszystkich późniejszych owodniowców. Obecnie jednak uważa się, że tradycyjnie definiowane „kotylozaury” były sztuczną, parafiletyczną grupą obejmującą różne daleko spokrewnione grupy czworonogów. Z kolei rodzina Protorothyrididae, do której należał sam Hylonomus jest obecnie uznawana na podstawie analiz kladystycznych za bliskich krewnych diapsydów, tworzących z nimi (i z rodziną Captorhinidae) szerszy klad Eureptilia. Przy takim założeniu Protorothyrididae były bardziej zaawansowane ewolucyjnie, niż sądzono wcześniej; wyewoluowały nie tylko po rozdzieleniu się linii owodniowców prowadzących do synapsydów i do zauropsydów, ale też już po rozdzieleniu się linii zauropsydów prowadzących do anapsydów i do diapsydów.

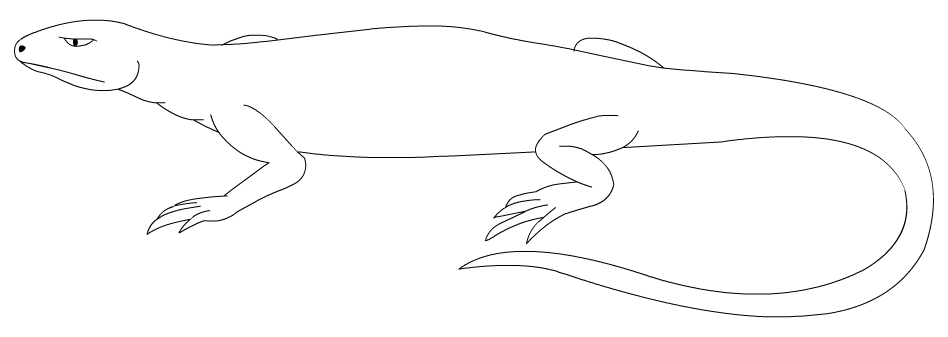
Sylwetka Hylonomus

Hylonomus żył w późnym karbonie, ok. 315 mln lat temu, na obszarze dzisiejszej Nowej Szkocji (stanowisko w Joggins). Był długoogoniastym, długonogim, szybko biegającym lądowym drapieżnikiem. Wyglądem przypominał jaszczurki (ale nie był z nimi spokrewniony), osiągał długość od 12 do 18 cm (wraz z ogonem). Żywił się prawdopodobnie owadami. Jego szczątki odnaleziono w skamieniałym wydrążonym pniu lepidofita z rodzaju Lepidodendron lub Sigillaria. Przypuszcza się, że Hylonomus, polując na owady, wpadł do wypełnionego wodą pnia.
W 2007 roku w nieco starszych osadach w Kanadzie odnaleziono tropy należące prawdopodobnie do przedstawicieli gatunku Hylonomus lyelli.